# Gotski rat (376. – 382.)
Gotski rat 377. – 382. je rat između Gota i Rimskog Carstva na Balkanu krajem 4. stoljeća. Rat, a posebno bitka kod Hadrianopola, predstavljao je prekretnicu u povijesti Zapadnog Rimskog Carstva. To je bila prva u nizu barbarskih invazija koja će srušiti Zapadno Rimsko Carstvo.

## Uvod u rat
Ljeta i jeseni 376. godine nekoliko desetaka tisuća Gota i drugih plemena stiglo je na granicu Rimskog Carstva na Dunavu. Tražili su od cara Valensa zaštitu od Huna. Te godine, Huni su bježeći pred hunskom navalom, zatražili dopuštenje od Valensa za prelazak Dunava i naseljavanje na rimskom teritoriju gdje bi bili izvan dosega Huna. Valens je Fritigernovim pristalicama dao dozvolu da se nasele u provinciji Meziji. Obećao im je da će ih tretirati kao rimske građane ako budu služili kao vojska Rimskom Carstvu. Valens im je također obećao zemlju za obrađivanje, hranu i zaštitu rimske vojske. Primanjem Gota na teritorij Carstva, Valens je očekivao povećanje vojske i poreznih obveznika. Međutim nije svim Gotima odobren prelazak Dunava. Slabi, stari i bolesni su ostali na drugoj obali rijeke bespomoćni pred Hunima. Oni koji su prešli trebali su predati oružje, ali mnogi rimski vojnici su prihvaćali mito i dopuštali Gotima prelazak s oružjem.
Među Gotima je ubrzo izbila glad. Rimljani nisu mogli opskrbiti ih hranom, niti im dati obećanu zemlju. Goti su bili smješteni u privremenom prostoru okruženom rimskim garnizonom. Hrane je bilo dovoljno samo za rimski garnizon, pa Goti nisu imali ništa za jesti. Korumpirani rimski zapovjednici su im ponudili alternativan način dolaženja do hrane.
Kad se Fritigern žalio caru Valensu, rečeno mu je da mogu naći hranu i trgovati u udaljenom gradu Markijanopolu. Goti nisu imali izbora, te su krenuli na jug, putem gubeći starije i bolesne. Kad su stigli u Markijanopol, gradski vojni garnizon ih je spriječio pri ulasku u grad. Rimljani su čak bezuspješno pokušali ubiti gotske vođe. Tada je izbila otvorena pobuna. U prvim sukobima s rimskom vojskom Fritigern je umalo izbjegao smrt kod Markijanopola na Dunavu 377. godine. Kriza se nastavila do 378. i 9. kolovoza Fritigern se osvetio za poraz koji su Rimljani nanijeli njegovom narodu u bitci kod Niša (lat. Naissus) 109 godina ranije, potukavši do nogu rimske trupe u bitci kod Hadrijanopola. Po Amijanu Marcelinu, Fritigern je već u razdoblju prije bitke bio jedan od najutjecajnijih gotskih poglavara.
Goti su ostatak 376. i početak 377. proveli blizu Dunava pljačkajući hranu u obližnjim područjima. Rimski garnizoni su uspjeli obraniti izolirane tvrđave, ali je većina zemlje bila izložena gotskim pljačkanjima.

## Rat
Rat je počeo u zimu 377. i trajao je 6 godina, sve do 382. Preostali Goti su krenuli južno od Dunava do Markijanopola, da bi se pojavili kod Hadrijanopola. Rimljani su poslali vojsku koju je predvodio sam car Valens. U bitci kod Hadrijanopola 378., u kojoj je poginuo i sam car Valens, Goti su nanijeli težak poraz rimskoj vojsci. Rimljani su imali oko 15.000 mrtvih. Poslije te pobjede Goti su gotovo bez otpora pljačkali duž Trakije 378. godine. Sljedeće godine Goti su naišli samo na slab otpor rimskih trupa, te su krenuli prema sjeverozapadu – u Dakiju, pljačkajući tu provinciju.
Goti se 380. dijele na ostrogotska (Gretunzi) i vizigotska (Tervinzi) plemena. Ostrogoti su krenuli u Panoniju, gdje su poraženi od cara Gracijana. Vizigoti su pod vodstvom Fritigerna krenuli ka jugoistoku do Makedonijej, gde su im gradovi plaćali danak za svoju slobodu.

## Posljedice
Goti su u ratu ubili cara, uništili cijelu jednu rimsku vojsku, pljačkali duž cijelog rimskog Balkana. Veliki dio Balkana se od tih pljački i razaranja nije oporavio. Rimsko Carstvo je po prvi put zaključivalo mirovni sporazum sa samostalnim barbarskim plemenom unutar granica Carstva, što je bilo dotad nezamislivo.